# Ten no Chasuke
Pour plus de détails, voir Fiche technique et Distribution.
Ten no Chasuke (天の茶助) est un film de comédie japonais réalisé par Sabu et sorti en 2015.
Le film est présenté en compétition à la Berlinale 2015.

## Distribution
- Ken'ichi Matsuyama : Chasuke
- Yūsuke Iseya :
- Susumu Terajima :
- Ren Osugi :
- Tina Tamashiro :
- Ito Ohno : Yuri
- Hiroki Konno :
- Shintarô Yamada :
- Takashi Matsuyuki :
- Ryō :